# نيكيتا زوتوف
الكونت نيكيتا مويسيفيتش زوتوف (الروسية: Никита Моисеевич Зотов، رومنة: Nikita Moiseyevich Zotov، ‎ru‏)(1644 - ديسمبر 1717) كان معلمًا للقيصر الروسي بطرس الأكبر و صديقا له ايضا. يختلف المؤرخون حول جودة دروسه. روبرت ك.ماسي، على سبيل المثال، يمدحها، لكن ليندسي هيوز ينتقدها

اغلب حياة زوتوف مجهولة ما عدا علاقته ببطرس. غادر موسكو بسبب مهمة دبلوماسية إلى شبه جزيرة القرم عام 1680 وعاد إلى موسكو قبل عام 1683. رافق بطرس في العديد من المناسبات الهامة، مثل حملات آزوف وتعذيب ستريليتسي بعد انتفاضته. شغل زوتوف عددًا من المناصب الحكومية، بما في ذلك من عام 1701 منصبًا قياديًا في الأمانة الشخصية للقيصر. قبل وفاته بثلاث سنوات، تزوج زوتوف من امرأة تصغره 50 عاما. توفي في ديسمبر 1717 لأسباب غير معروفة.